# Comté de Hardin (Texas)
Pour les articles homonymes, voir Comté de Hardin.
Le comté de Hardin, en anglais : Hardin County, est un comté situé dans l'est de l'État du Texas aux États-Unis. Le siège du comté est Kountze. Selon le  recensement de 2020, sa population est de 56 231 habitants. 
Le comté a une superficie de 2 324 km2, dont 2 316 km2 en surfaces terrestres.

## Comtés adjacents
| Comté de Polk    | Comté de Tyler     |                 |
|                  | comté de Hardin    | Comté de Jasper |
| Comté de Liberty | Comté de Jefferson | Comté d'Orange  |